# Philippe Bernier
Philippe Bernier (* 17. August 1930 in Bois-Colombes; † 17. April 2000 in Toulouse) war ein französischer Journalist.

## Leben
Während der deutschen Besetzung Frankreichs war Bernier mit 14 Jahren Mitglied der Francs-tireurs et partisans. Anfang der 1950er Jahre leistete er seinen Militärdienst in Marokko, heirate dort und arbeitete ab 1953 als Journalist bei Radio-Maroc. Er berichtete über die Vorgehensweise der französischen Protektorats-Behörden und 1953 die Abschiebung von Mohammed V. nach Madagaskar. Seit damals kannte er den marokkanischen Oppositionspolitiker Mehdi Ben Barka. 1956 kündigte er und kehrte zunächst kurzzeitig nach Paris zurück.
Von 1958 bis 1960 war er in Algier Reporter der Radiodiffusion-Télévision Française und kehrte danach wiederum nach Paris zurück, wo er bald darauf die RTF verließ. Die frühen 1960er Jahre waren für Bernier eine Zeit der politischen Betriebsamkeit: Er gründete die Union africaine de presse, zog ein zweites Mal nach Algier, wo er zum Zeitpunkt der Verhandlungen von Évian Aufgaben für die provisorische algerische Exekutive übernahm, und wurde in Frankreich zu einer 6-monatigen Gefängnisstrafe verurteilt, da in seiner Wohnung Waffen der FLN entdeckt worden waren. Nach der Entlassung aus dem Gefängnis übte er diverse journalistische Tätigkeiten aus.
Im Sommer 1965 arbeitete Bernier an den Vorbereitungen eines Filmprojekts über die Entkolonialisierung, für das er Mehdi Ben Barka als wissenschaftlichen Berater gewonnen hatte. Nach einigen Vorbesprechungen in Kairo und in Genf war für den 29. Oktober 1965 ein Treffen von Bernier, dem Produzenten Georges Figon und dem vorgesehenen Regisseur Georges Franju mit Ben Barka in der Pariser Brasserie Lipp am Boulevard Saint-Germain verabredet. Unmittelbar vor der Brasserie wurde Ben Barka im Auftrag eines Agenten des SDECE von zwei Polizisten der „Brigade mondaine“ („Sittenpolizei“) angehalten, ein Auto zu besteigen, und in diesem entführt. Noch am selben oder am folgenden Tag wurde Ben Barka ermordet. – Als Folge seiner – unfreiwilligen – Verwicklung in den Mordfall Ben Barka gehörte Bernier 1966/1967 in den Prozessen gegen die mutmaßlichen Entführer zu den Angeklagten. Am 7. Juni 1967 wurde er in den ihn betreffenden Anklagepunkten freigesprochen. 

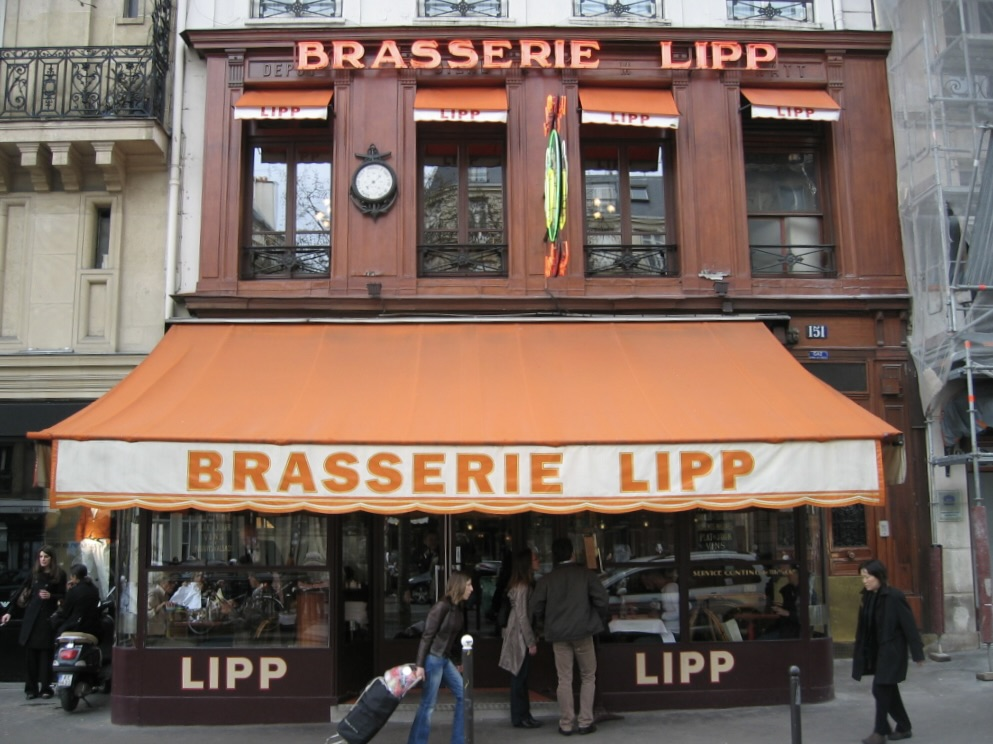
Brasserie Lipp

Philippe Bernier war 1971 Mitgründer von Ärzte ohne Grenzen.